# 沿岸域情報提供システム
沿岸域情報提供システム（えんがんいきじょうほうていきょうシステム）は海上保安庁が整備している灯台で観測した気象や海象の状況、海上での工事や行事、避難勧告や海難の発生など海の安全情報をインターネット等で提供するシステムである。通称はMICS（Maritime Information and Communication System）。

## 歴史
沿岸域情報提供システムは2002年（平成14年）から順次開始された。このシステムの整備は、2001年度（平成13年度）から始まった航路標識事務所と海上保安部の統合とあわせて進められた
2002年（平成14年）2月15日、船舶気象通報規程の一部を改正する告示（海上保安庁告示第44号）が施行され、第5条にインターネット・ホームページによる気象通報が追加された。その後、沿岸域情報提供システムの整備は2006年（平成18年）3月末に完了した。
沿岸域情報提供システム（MICS）の整備により、灯台等で観測した気象現況、気象庁発表の気象警報や注意報、海難の発生等の海の安全に関する様々な情報がインターネットで提供されるようになった。
なお、灯台等で観測した気象現況についてはテレホンサービスによる提供も行われている。これは中波等で気象通報を実施していた灯台等に直接電話で問い合わせをする事例が増えて航路標識業務に影響が出ていたため、1986年（昭和61年）2月15日に「船舶気象通報のテレホンサービス実施要領（試行）」を定め、同年4月1日から試行的に開始されていたものである。1991年（平成3年）3月31日の船舶気象通報規程改正（海上保安庁告示第81号）により同年4月1日に電話サービスが正式業務に加えられた。
2011年（平成23年）7月には第三管区海上保安本部を皮切りに沿岸域情報提供システム（MICS）のリニューアルが進められ、2013年（平成25年）7月にリニューアルしたシステムの全国展開を開始した。